# ایپوت دوم
ایپوت دوم (انگلیسی: Iput II) یک ملکه همسر در مصر باستان بود که در دوران حکمرانی دودمان ششم مصر زندگی می‌کرد. وی خواهر و همسر فرعون پپی دوم بود و لقب‌های رسمی فراوانی داشت.
مجموعهٔ هرمی ایپوت دوم شامل یک هرم و معبد تدفینی کوچکی بود که به‌صورت L-شکل ساخته شده بود.
او در نزدیکی پپی دوم در سقاره به خاک سپرده شد و نسخه‌ای از متون هرمی نیز در آرامگاه او یافت شده است.
در یکی از انباری‌های معبد تدفینی، باستان‌شناسان تابوت گرانیتی ملکه عنخ‌اسن‌پپی چهارم – یکی دیگر از همسران پپی دوم – را کشف کردند.
با این حال، به‌طور قطعی مشخص نیست که آیا عنخ‌اِسِن‌پپی چهارم از ابتدا در مجموعهٔ تدفینی ایپوت دوم دفن شده بود، یا اینکه در دوره‌ای بعد – احتمالاً در دوره نخست میانی مصر – از محل اصلی خود منتقل و در آنجا دوباره به خاک سپرده شده است.
تابوت عنخ‌اسن‌پپی چهارم دارای کتیبه‌ای تاریخی و بسیار جالب توجه است که پرتویی بر تاریخ آغازین دودمان ششم مصر می‌افکند. این متن، که بر بدنهٔ تابوت حک شده، به‌دلیل آسیب‌دیدگی‌ها و دشواری در خوانش هیروگلیف‌ها، به‌سختی رمزگشایی شده است؛ با این حال، ترجمه‌های جزئی از آن به دست آمده‌اند.
بر اساس همین متن، اکنون روشن شده است که اوسرکارع برای حدود چهار سال سلطنت کرده است.
اما به‌دلیل اجرای سیاست «محوشدگی از حافظه» در دوره‌های بعد، نام او عمداً از بسیاری از اسناد تاریخی حذف شد.